# Eduard Saxinger
Eduard Saxinger (8. května 1818 Weidenholz – 5. května 1902 Linec) byl rakouský podnikatel a politik německé národnosti, v 2. polovině 19. století poslanec Říšské rady.

## Biografie
Působil jako obchodník a náměstek starosty Lince.
Vystudoval klášterní gymnázium v Kremsmünsteru. Od roku 1853 působil jako drogista v Linci. Převzal drogistickou živnost Haselmayers Erben. Byl též prezidentem všeobecné spořitelny v Linci. Byl i veřejně a politicky aktivní. Od roku 1861 do roku 1881 zasedal v obecní radě v Linci, přičemž v letech 1868–1881 byl náměstkem lineckého starosty. Politicky patřil mezi německé liberály (tzv. Ústavní strana, liberálně a centralisticky orientovaná). Byl mu udělen Řád Františka Josefa. Město Linec ho jmenovalo čestným občanem. Byl členem hornorakouského spolku pro přírodní vědy a měl též funkci cenzora místní filiálky Rakousko-uherské banky.
Byl i poslancem Říšské rady (celostátního parlamentu Předlitavska), kam byl zvolen v prvních přímých volbách roku 1873 za kurii městskou v Horních Rakousích, obvod Linec, Urfahr atd. V roce 1873 se uvádí jako Eduard Saxinger, náměstek starosty a obchodník, bytem Linec. V roce 1873 zastupoval v parlamentu ústavověrný blok, v jehož rámci patřil k mladoněmeckému křídlu. V roce 1878 se ovšem již uvádí jako nezařazený poslanec, stojící mimo kluby.
Zemřel v květnu 1902.